# Alma (flod)

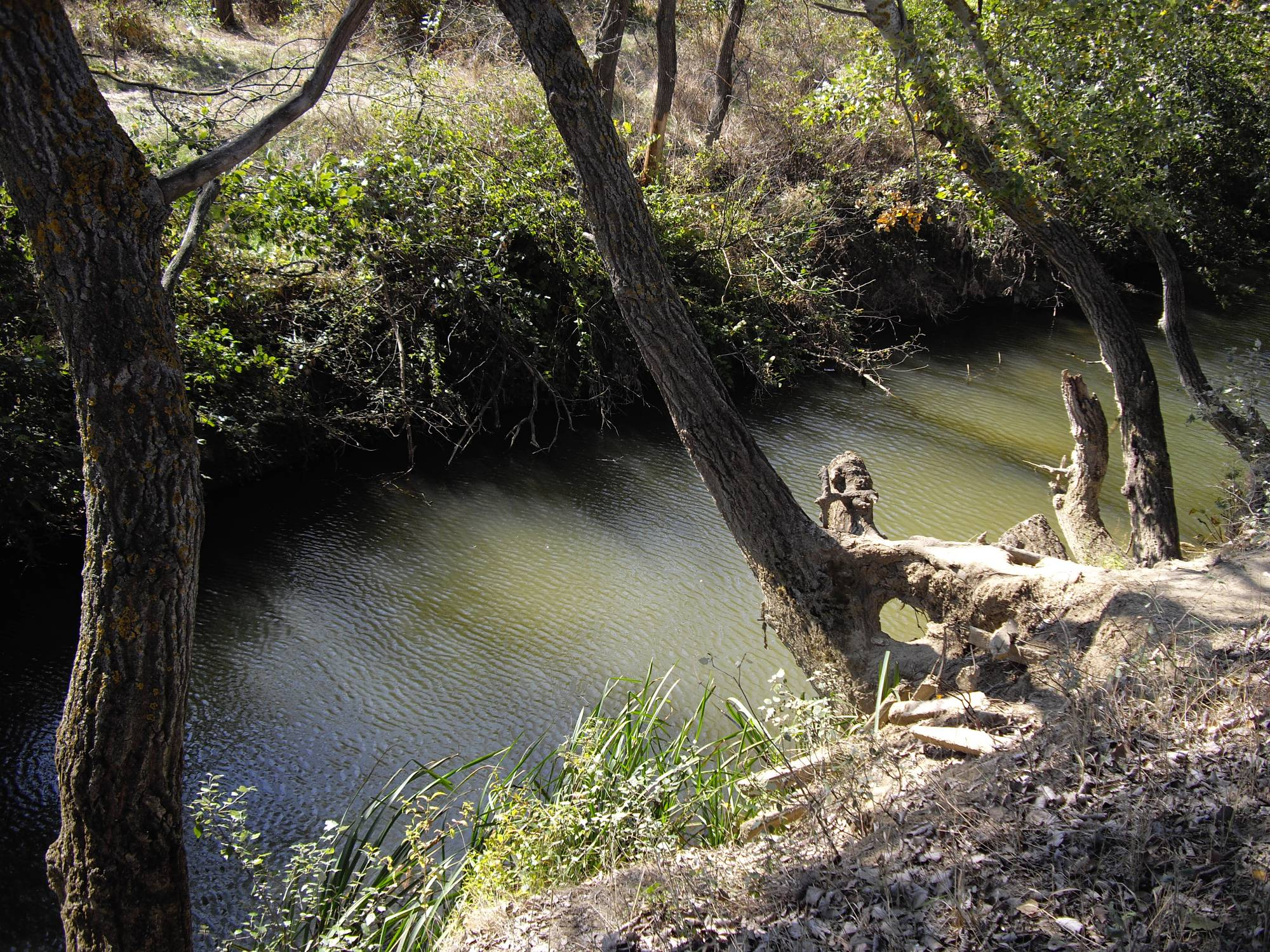
Floden Alma.

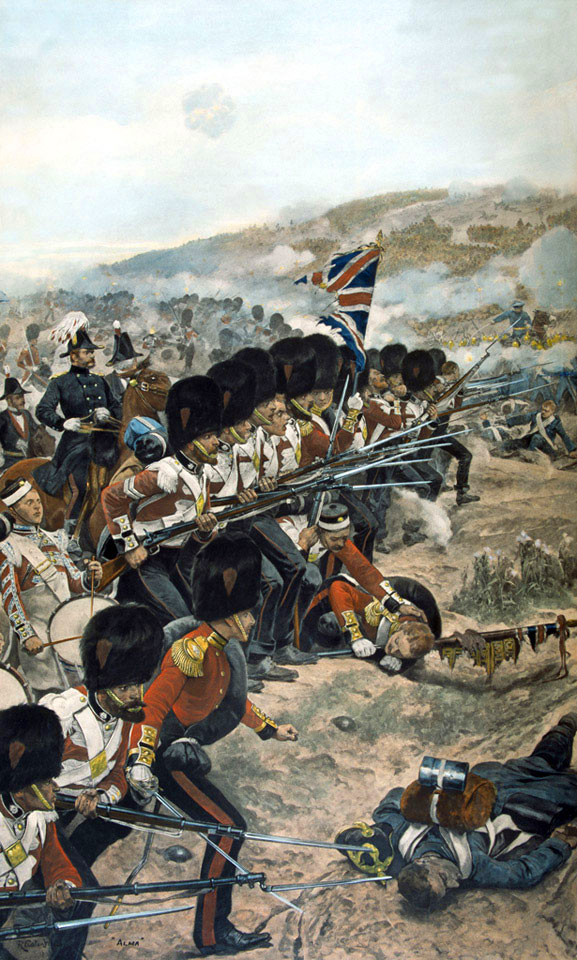
Slaget vid Alma.

Alma är en liten flod på Krim, som begynner en knapp mil norr om bergstoppen Roman-Kosj på den östra sidan, med utlopp i Svarta havet ett par mil norr om Sevastopol.
Floden är ryktbar genom fältslaget den 20 september 1854, då de förbundna fransmännen, engelsmännen och turkarna (tillsammans 62 000 man) under S:t Arnaud och lord Raglan besegrade ryssarna (35 000 man) under Mensjikov. Förlusterna uppgick på de förbundnas sida till omkring 3 400 man och på ryssarnas till omkring 4 500, av vilka 700-800 blev krigsfångar.